# Kiko Femenía
Francisco Femenía Far (Sanet y Negrals, 2 februari 1991) - alias Kiko - is een Spaanse voetballer die doorgaans als verdediger speelt. Hij verruilde Watford in juli 2022 voor Villarreal.

## Clubvoetbal
Kiko speelde in de jeugd van Beniarbeig en FB Dénia voordat hij in 2004 werd opgenomen in de jeugdopleiding van Hércules. Hiervoor debuteerde hij in juni 2008 in het eerste elftal. Hij bleef in het seizoen 2008/09 onderdeel van het tweede elftal en werd daarna definitief opgenomen in de hoofdselectie. Kiko hielp zijn team in 2009/10 in 35 speelronden met het bereiken van de tweede plaats in de Segunda División, waardoor de club dat jaar promoveerde naar de Primera División. Hij was in 2010/11 ook op het hoogste niveau een vaste waarde bij Hércules.
Kiko en zijn teamgenoten degradeerden in 2010/11 meteen weer. Hij vertrok daarop in juli 2011 naar FC Barcelona, waar hij de volgende twee jaar voor Barça B speelde. Daarna speelde hij ook een seizoen in het tweede elftal van Real Madrid, Real Madrid Castilla. Na een halfjaar zonder club ging Kiko in januari 2015 voor Alcorcón spelen, in de Segunda División. Zo verscheen hij op de radar van Deportivo Alavés. Dat gaf hem in juli 2015 een contract voor - in eerste instantie - een jaar. Daarin speelde hij 38 van de 42 speelronden in de Segunda División en werd hij kampioen met de club. Hij kwam in 2016/17 in 31 wedstrijden in actie in de Primera División en werd negende met Alavés.
Kiko verliet in juli 2017 voor het eerst de Spaanse competitie en tekende voor vier jaar bij Watford. Hiermee hield hij het drie jaar vol in de Premier League. Nadat zijn teamgenoten en hij in 2019/20 degradeerden, werden ze het jaar erna tweede in de Championship. Voor Kiko betekende het de derde promotie in zijn profcarrière. Die werd in 2021/22 gevolgd door zijn derde degradatie. Kiko daalde deze keer niet mee af, maar tekende in juli 2022 voor drie jaar bij Villarreal, de nummer zeven  van Spanje in het voorgaande seizoen.

## Interlandcarrière
Kiko maakte deel uit van verschillende Spaanse nationale jeugdselecties. Hij nam met Spanje –20 deel aan het WK –20 van 2011.

## Erelijst
| Kampioen Segunda División | 1x | 2015/16 |

1 Júnior ·
2 Costa ·
3 Albiol  ·
4 Bailly ·
5 Kambwala ·
6 Suárez ·
7 Moreno ·
8 Foyth ·
10 Parejo ·
11 Akhomach ·
12 Bernat ·
13 Conde ·
14 Comesaña ·
15 Barry ·
16 Baena ·
17 Femenía ·
18 Gueye ·
19 Pépé ·
20 Terrats ·
21 Pino ·
22 Pérez ·
23 Cardona ·
24 Pedraza ·
31 Álvarez ·
Coach: Marcelino